# 2&4モータリング社
株式会社2&4モータリング社（ツーアンドフォーモータリングしゃ）は、映像メディア・定期刊行物・映像コンテンツの企画・撮影・制作を行っていた会社で、講談社のグループ企業の中で唯一、映像制作を主たる業務としていた。

## 概要
自動車専門のビデオマガジン『ベストモータリング』『ホットバージョン』を発行していた。
「ベストモータリング」は映像でありながら、雑誌コードを取得。書店で購入できる定期刊行物であった。創刊は1987年。クルマ雑誌を映像で表現しただけでなく、当時1万円したセルビデオ（映画しかなかった）の値段を1,780円に設定したことが話題となった。創刊当時の出演者は伏木悦郎と中谷明彦。自動車ジャーナリストを「キャスター」と呼んだのも同誌が初めて。
2011年4月25日に『ベストモータリング』『ホットバージョン』両誌の休刊を発表。これにより同社発行の定期刊行物が消滅した。なお『ホットバージョン』については、発行元をHVプロジェクトに移管して同年8月に復刊している。